# Marinefunkstelle Aguada
Koordinaten: 18° 23′ 55″ N, 67° 10′ 38″ W
Die Marinefunkstelle Aguada ist eine Installation der US Navy auf Puerto Rico.
An drei Standorten bei Aguada werden Verbindungen zu U-Booten auf Langwelle und mit dem Kurzwellenfunksystem der US Air Force (High Frequency Global Communications System) unterhalten. Der Antennenmast ist mit 367 m das höchste Bauwerk von Puerto Rico.